# Khatsunob
Khatsunob (en rus: Хацуноб) és un poble del Daguestan, a Rússia, que en el cens del 2010 tenia 62 habitants. Pertany al districte rural de Gunib.